# Супрасльський лексикон
Супрасльський лексикон 1722 («Лексиконъ сирѣчъ словесникъ славенскій имѣющъ в' себѣ словеса первѣе славенскія азбучныя по сем же полскія»), церковнослов'янсько-польський словничок на понад 4 000 слів, надрукований у монастирі ЧСВВ в Супраслі (біля Білостока, нині Польща) для потреб духовенства. Церковно-слов'янський стовпець базувався майже повністю на «Лексиконі словенороському» Памва Беринди, модернізований був лише його сербсько-болгарський правопис (наприклад, пръстъ на перстъ), змінені наголоси та внесена волинсько-поліська вимова в написання (із змішуванням груп рѣ/ри/рі/ры, груп ря/ра як і ы з и/і та ѣ з и, зокрема не під наголосом, наприклад, въскрѣляю, кнѣжникъ, суси́къ 'сусѣкъ' безсра́мѣе), внаслідок чого трапилися й помилкові тлумачення (пѣгъ 'рябъ' як 'раб', звідки й польський переклад 'sluga, niewolnik'). Польські відповідники є майже скрізь перекладом українських тлумачень Беринди, нерідко калькового характеру, подібно впроваджено українську вимову в польські слова (наприклад, портъ 'onucza', бразда 'brozna'). Супрасльський лексикон передруковано майже без змін у Почаєві 1751 й 1756 (як додаток до книги «Богословія нравоучительная») та 1804 (окремо). Супрасльський лексикон разом з його польськими тлумаченнями використав Йосип Левицький у книзі «Приручный словарь славено-польскій» (1830), близько 4 400 слів.